# Binbirkilise
Binbirkilise (literalmente: "Mil e Uma Igrejas") é uma região na antiga Licônia, na atual província de Karaman da Turquia, conhecida por suas cerca de cinquenta igrejas bizantinas em ruínas. A região está situada na encosta norte do vulcão Karadağ, cerca de 30 km ao norte da capital da província. As ruínas das igrejas estão localizadas dentro e nos arredores das localidades de Madenşehri, Üçkuyu e Değle.

## Edifícios
A região foi um centro cultural dos cristãos bizantinos na era entre os séculos III e VIII. Existem vestígios de igrejas, mosteiros, cisternas, fortificações e habitações que se integram nas aldeias. Os materiais pétreos foram reaproveitados nas edificações atuais, o que ocasionou uma diminuição contínua do inventário histórico.
Do ponto de vista da arquitetura histórica, são interessantes as várias basílicas em cúpula de tipo siríaco-ortodoxo. As paredes foram erguidas com enormes blocos de pedra talhada. Devido à falta de madeira na região, os prédios foram cobertos com cúpulas de pedra em vez de telhados planos de madeira. Ao longo dos corredores, matronea foram erguidas atrás da linha da coluna superior. Nas absides, tinha janelas de clerestório duplas. Os nártexes têm em sua maioria arcadas duplas e são apoiados por uma única coluna no centro. Em algumas igrejas, especialmente em Madenşehri, podem ser vistos evidências de murais. Também raras relíquias dos hititas, período romano e helenístico são encontradas nas redondezas.

## História do trabalho de pesquisa
Em 1904, Carl Holzmann (1849–1914) publicou seu Archäologischen Skizzen sobre Binbirkilise. Logo depois, a região foi descrita pela viajante e arqueóloga britânica Gertrude Bell (1868–1926), que investigou a região em 1905 durante sua viagem pela Ásia Menor. Ela divulgou suas observações em uma série de artigos na Revue Archéologique. Durante esta viagem, ela conheceu em Konya o arqueólogo escocês William Mitchell Ramsay (1851–1939). Os dois decidiram fazer escavações em Binbirkilise, que aconteceram em 1907. Os resultados foram publicados junto com muitas fotos em seu livro The Thousand and One Churches.
Quando Bell retornou ao lugar após dois anos depois, ela descobriu que uma grande parte dos edifícios documentados tinha sumido como resultado de roubo para cortar pedra.